# 博拉尼奥斯德卡拉特拉瓦
博拉尼奥斯德卡拉特拉瓦，是西班牙卡斯蒂利亚-拉曼恰雷阿尔城省的一个市镇。 总面积88平方公里，总人口1129人（2001年），人口密度128人/平方公里。